# Війт Києва
Нижче подано список війтів міста Києва
- Ганко Онкович  — 1498/1502—1514
- Ян  — 1514—1528
- Іван Черевчей  — 1528—1540
- Ян Дхоревський  — 1544—1548
- Семен Мелешкович  — 1548—1550
- Максим Хонич  — 1550—1555
- Семен Мелешкович  — 1555/1558—1563 (вдруге)
- Богуш Ленкевич  — 1563—1564
- Юрій Климович  — 1565—1566
- Василь Черевчей  — 1566—1567
- Станіслав Соколовський  — 1568—1570
  - Устим Фіц-Кобизевич (як субделегат, тобто в.о. війта) —1569
- Гаврило Рой  — 1570—1575
  - Семен Конашкович  — 1575 (як субделегат)
- Федір Черевчей  — 1576—1581
- Семен Конашкович  —1581—1587
- Федір Вовк  — 1587—1593
- Еразм Стравинський  — 1593
- Яцько Балика  — 1597—1608
- Олександр Балика  — 1608—1612
- Федір Ходика  — 1612—1616
- Денис Мартянович  — 1620
- Федір Тандрина  — 1620
- Артем Конашкович  — 1620
- Семен Мелешкович 1620—1621
- Федір Ходика  — 1621—1627 (другий раз)
- Федір Скорина  — 1627—1629
- Созон Балика  — 1628—1629
- Іван Євсейович  — 1629—1631
- Стефан Кривкович  — 1631—1633
- Йосиф Ходика  — 1633—1641
- Самійло Мефедович 1641—1644
- Андрій Ходика  — 1644—1649
- Кирило Мехеденко (Мехедович, Мефедович)  — 1649
- Богдан Сомкович  — 1649—1660
- Данило Полоцький  — 1660—1675
- Федір-Ждан Тадрина  — 1675—1677
- Ждан Тадрина  — 1677—1687
- Ян Биковський   — 1687—1699
  - Василь Зименко  — 1695—1699 (як субделегат)
- Федір Биковський  — 1699
- Дмитро Полоцький  — 1699—1733
- Кузьма Кричевиць  — 1733—1734
- Павло Войнич  — 1734—1751
- Іван Сичевський  — 1753—1766
- Григорій Пивоваров  — 1766—1781
- Григорій Радзицький  — 1798—1801
- Георгій Рибальський  — 1801—1813
- Пилип Лакерда  — 1813—1814
- Михайло Григоренко  — 1814—1826
- Григорій Киселівський  — 1826—1834 (останній)